# Gabri de Wagt

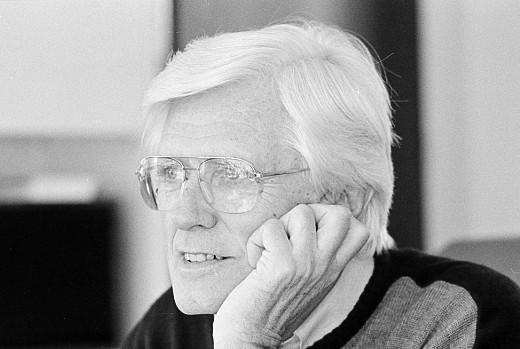
Gabri de Wagt

Gabri de Wagt (Noordwolde (Gn.), 18 maart 1921 – Zeist, 2 oktober 2003) was een Nederlands programmamaker.
De Wagt werkte veertig jaar bij de VARA. Hij was onder andere samensteller van het satirische nieuwsmagazine Marimba en, samen met Wim Klinkenberg, Aad Nuis en Karel Roskam, medewerker van het VARA-radioprogramma Boemerang (1973-1979). Per januari 1985 ging hij met de VUT. Vlak voor zijn vertrek maakten Willem van Beusekom, Piet van den Ende en Jeanne van Munster een terugblik op zijn radiowerk onder de titel Stem van onrust en verwondering.
Van de Stichting Nipkow ontving hij in 1984 de Ere Zilveren Reissmicrofoon.